# Kabatiella caulivora
Kabatiella caulivora är en svampart som först beskrevs av Kirchn., och fick sitt nu gällande namn av Karak. 1923. Kabatiella caulivora ingår i släktet Kabatiella och familjen Dothioraceae.   Inga underarter finns listade i Catalogue of Life.